# Arne Karsten

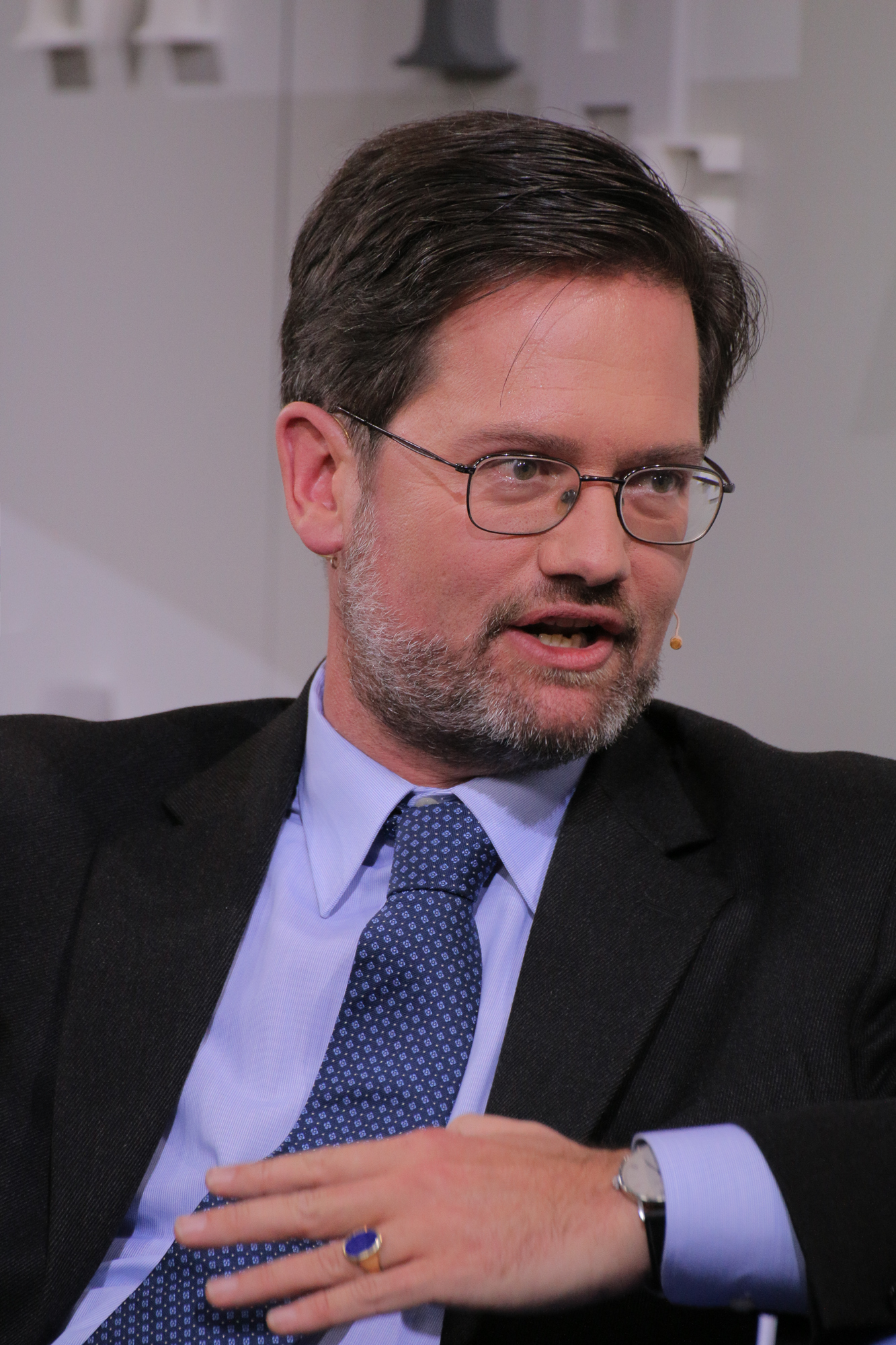
Arne Karsten auf der Buchmesse 2013

Arne Karsten (* 1969 in Hildesheim) ist ein deutscher Historiker und Kunsthistoriker und lehrt Geschichte der Frühen Neuzeit an der Bergischen Universität Wuppertal.

## Leben und Wirken
Arne Karsten studierte Kunstgeschichte, Geschichte und Philosophie in Göttingen, Rom und Berlin und promovierte 2001 mit einer Arbeit über römische Kardinalnepoten des 17. Jahrhunderts. Anschließend war er bis 2009 wissenschaftlicher Mitarbeiter am REQUIEM-Projekt. Seit dem Wintersemester 2009/10 hatte er eine Juniorprofessur für Geschichte der Frühen Neuzeit an der Bergischen Universität Wuppertal. Im Jahr 2016 habilitierte er sich dort mit einer Arbeit über Italiens Fahrt in die Moderne. Seekriegsführung und Staatsbildung im Kontext der Seeschlacht bei Lissa 1866.
Seine Forschungsschwerpunkte sind italienische und venezianische Geschichte und Kunstgeschichte der Frühen Neuzeit sowie die Kulturgeschichte der höfischen Gesellschaft. Neben zahlreichen Forschungsaufsätzen, mehreren Kardinals- und Künstlerbiografien (z. B. von Bernardino Spada und Gian Lorenzo Bernini) verfasste er auch Beiträge für Feuilletons und populärwissenschaftliche Zeitschriften wie Damals oder Spiegel Geschichte.
Im April 2014 kamen in Bezug auf das gemeinsam mit Olaf B. Rader verfasste Buch Große Seeschlachten Plagiatsvorwürfe auf, die letztlich dazu führten, dass der Verlag C.H. Beck das Buch vom Markt nahm. Karsten selbst wurde dabei jedoch vollständig entlastet, da sämtliche plagiierten Textstellen auf die von Rader geschriebenen Kapitel entfielen.

## Schriften (Auswahl)
- Kardinal Bernardino Spada. Eine Karriere im barocken Rom. Vandenhoeck & Ruprecht, Göttingen 2001, ISBN 3-525-36249-8 (3. aktualisierte Aufl. wbg Paperback, Darmstadt 2021, ISBN 978-3-534-27352-2).
- Künstler und Kardinäle. Vom Mäzenatentum römischer Kardinalnepoten im 17. Jahrhundert. Böhlau, Köln u. a. 2003, ISBN 3-412-11302-6 (zugleich: Berlin, Humboldt-Universität, Dissertation, 2001).
- mit Volker Reinhardt: Kardinäle, Künstler, Kurtisanen. Wahre Geschichten aus dem päpstlichen Rom. Primus, Darmstadt 2004, ISBN 3-534-17677-4.
- als Herausgeber: Jagd nach dem roten Hut. Kardinalskarrieren im barocken Rom. Vandenhoeck & Ruprecht, Göttingen 2004, ISBN 3-525-36277-3.
- mit Hillard von Thiessen (Hrsg.): Nützliche Netzwerke und korrupte Seilschaften. Vandenhoeck & Ruprecht, Göttingen 2006, ISBN 3-525-36292-7.
- Kleine Geschichte Venedigs. C. H. Beck, München 2008, ISBN 978-3-406-57640-9.
- als Herausgeber, mit Anett Ladegast: Das Grabmal des Günstlings. Studien zur Memorialkultur frühneuzeitlicher Favoriten. Gebrüder Mann, Berlin 2011, ISBN 978-3-7861-2644-7.
- Geschichte Venedigs. C. H. Beck, München 2012, ISBN 978-3-406-63815-2 (2. Aufl. 2023, ISBN 978-3-406-78830-7).
- mit Olaf B. Rader: Große Seeschlachten. Wendepunkte der Weltgeschichte von Salamis bis Skagerrak. Beck, München 2013, ISBN 978-3-406-65558-6 (vom Verlag wegen Plagiatsvorwürfen im April 2014 aus dem Programm genommen).
- Bernini. Der Schöpfer des barocken Rom. Leben und Werk. 3., durchgesehene Auflage. C. H. Beck, München 2024, ISBN 978-3-406-82073-1 (die erste Auflage ist 2006 erschienen).
- Der Untergang der Welt von gestern. Wien und die k. u. k. Monarchie 1911–1919. C. H. Beck, München 2019, ISBN 978-3-406-73512-7.
- Italiens Fahrt in die Moderne. Seekriegsführung und Staatsbildung im Kontext des Risorgimento. Campus, Frankfurt am Main 2020, ISBN 978-3-593-51118-4.
- Arne Karsten schrieb einige Artikel für das Biographisch-Bibliographische Kirchenlexikon (BBKL).